# Nora Pfeffer
Nora Pfeffer (russisch Нора Густавовна Пфеффер, wiss. Transliteration Nora Gustavovna Pfeffer; * 31. Dezember 1919 in Tiflis, Demokratische Republik Georgien; † 15. Mai 2012 in Köln) war eine russlanddeutsche Schriftstellerin.

## Leben
Nora Pfeffer entstammte einer Lehrerfamilie. Sie wuchs in Tiflis auf. 1935 wurden beide Eltern verhaftet. Nach dem Abitur begann sie 1936 ein Studium der Germanistik und Anglistik an der Pädagogischen Hochschule in Tiflis. Als Nora Pfeffer sich 1937 weigerte, sich von ihren Eltern zu distanzieren, wurde sie zwangsexmatrikuliert; 1938 konnte sie ihr Studium jedoch wiederaufnehmen. 1939 heiratete Nora Pfeffer einen Georgier; 1940 wurde ihr gemeinsamer Sohn geboren. 1941 wurde ihr Ehemann zum Kriegsdienst eingezogen. Im Gegensatz zur Mehrheit der in der Sowjetunion lebenden Deutschen wurde Nora Pfeffer nicht unmittelbar nach Beginn des deutschen Überfalls auf die Sowjetunion deportiert. Im November 1943 erfolgte ihre Verhaftung durch den NKWD und die Verurteilung zu zehn Jahren Arbeitslager mit anschließender fünfjähriger Verbannung. 
Nora Pfeffer verbrachte ihre Haftzeit anfangs als Holzfällerin in einem Lager nahe der mittelsibirischen Stadt Mariinsk, danach im nordsibirischen Dudinka. Ab 1953 lebte sie als Verbannte im Norden Kasachstans. Sie konnte nunmehr ein Studium an der Fremdsprachen-Hochschule in Alma-Ata aufnehmen, an der sie ab 1956 als Dozentin wirkte. Daneben lieferte sie Beiträge für Organe der  russlanddeutschen Presse, unter anderem für die Zeitung Neues Leben in Moskau. 1992 übersiedelte sie nach Deutschland und lebte bis zu ihrem Tod in Köln.
Nora Pfeffer ist Verfasserin von Kinderbüchern und Gedichten; daneben übersetzte sie aus dem Russischen ins Deutsche.

## Werke
- Nur nicht heulen über Beulen, Alma-Ata 1968
- Otars Entdeckungsreise, Alma-Ata 1971
- Vom Blöken, Bellen und Brüllen, Alma-Ata 1972
- Sonnenregen, Alma-Ata 1973
- Viele gute Kameraden, Alma-Ata 1974
- Mick, das Äfflein, Alma-Ata 1976
- Fracki, der Kaiserpinguin, Alma-Ata 1978
- Meister Hase ist Friseur, Alma-Ata 1981
- Kasachische Volksmärchen, Alma-Ata 1983 (zusammen mit Konstantin Ehrlich)
- Jahresringe, Alma-Ata 1984
- Wie Schnauzerl sich selbst wiederfand, Alma-Ata 1987
- Rollerbsel, Alma-Ata 1988
- Meine Freunde, Alma-Ata 1990
- Zeit der Liebe, Moskva 1998
- Der Tanz der Schmetterlinge, Lage 2002 (zusammen mit Nikolaus Teichreb)

## Herausgeberschaft
- Lichte Tage, Alma-Ata 1973
- Goldkäfer, Moskau 1993

## Übersetzungen
- M. L. Manich Jumsai: Volksmärchen aus Thailand,  Alma-Ata 1989
- Alf Prøysen: Die fröhliche Silvesterfeier, Leipzig 1993
- Roman S. Sef: Durch die Straße streunt ein Hund, Lage-Hörste 2001